# Stizostrebla longirostris
Stizostrebla longirostris är en tvåvingeart som beskrevs av Jobling 1939. Stizostrebla longirostris ingår i släktet Stizostrebla och familjen lusflugor. Inga underarter finns listade i Catalogue of Life.